# 示量性と示強性
示量性 (しりょうせい、extensive property) と示強性（しきょうせい、intensive property）は状態量の性質の一つである。
示量性を持つか示強性を持つかにより、状態量すなわち状態変数は示量変数 (extensive variable) と示強変数 (intensive variable) の2種類に分けられる。

## 概要
示量性の定義は文献により、以下2種類の定義がある。
- 系全体の量が部分系の量の和に等しくなること[1][2][3]
- 系の大きさ、体積、質量に比例すること[4][5][6]

厳密には前者の性質は相加性、後者の性質は示量性として区別する。
均一系の状態量は相加性ならば示量性となるが、部分系ごとにその量の密度が異なる不均一系の場合には相加性であっても示量性とはならない。しかし熱力学では部分系として均一なものを取ることが普通であり、部分系においては相加性と示量性が一致するようにできる。従って、相加性と示量性は区別しない流儀の方が多い。
示量性（相加性）を持たない状態変数を示強変数という。示量性状態量と示強性状態量の中には、体積と圧力のように互いに掛け合わせるとエネルギーの次元をもった示量性の量となるものがある。このような関係を（互いに）共役な関係または双対な関係と言う。
示強変数には、示量変数と共役な関係にあるもの以外に、ある示量変数を体積で割った示量変数の密度の意味を持つものがある。そのようなものを除外し示量変数と共役な関係にある示強変数のみを指して狭義示強変数と呼ぶ場合がある。

## 例
示量変数
質量
エンタルピー
内部エネルギー
示強変数
示量変数の密度
密度
濃度
| 分野     | 示量変数                | 示強変数           | 出典 |
| -------- | ----------------------- | ------------------ | ---- |
| 力学     | 体積 V                  | 圧力 P             |      |
| 熱力学   | エントロピー S          | 温度 T             |      |
| 化学     | 物質量 N                | 化学ポテンシャル μ |      |
| 電磁気学 | 電気双極子モーメント pe | 電場 E             |      |
| 磁性体   | 磁気モーメント m        | 磁束密度 B         |      |
| 磁性体   | 磁気双極子モーメント pm | 磁場の強さ H       |      |

| 分野       | 示量変数（の密度）      | 示強変数     | 積の次元       | 備考                                       | 出典                      |
| ---------- | ----------------------- | ------------ | -------------- | ------------------------------------------ | ------------------------- |
| 表面物理学 | 表面積 A                | 表面張力 σ   | エネルギー     | A は体積に比例しない（正確には相加性変数） |                           |
| 電磁気学   | 電束密度 D、誘電分極 P  | 電場 E       | エネルギー密度 | P は電気双極子モーメントの密度             | [ 9 ]                     |
| 磁性体     | 磁場の強さ H、磁化 M    | 磁束密度 B   | エネルギー密度 | M は磁気モーメントの密度                   | [ 8 ] [ 9 ] [ 10 ] [ 11 ] |
| 磁性体     | 磁束密度 B、磁気分極 Pm | 磁場の強さ H | エネルギー密度 | Pm は磁気双極子モーメントの密度            | [ 8 ] [ 9 ] [ 10 ] [ 11 ] |
| 弾性力学   | ひずみ ε                | 応力 σ       | エネルギー密度 | ε, σ はテンソル量                          | [ 9 ]                     |